# HTC S740
De HTC S740 is een mobiele telefoon die ontwikkeld is door HTC uit Taiwan. Het toestel heeft in tegenstelling tot veel andere HTC-toestellen geen touchscreen. Het heeft onder andere een uitschuifbaar qwerty-toetsenbord, camera en interne gps-ontvanger.

## Specificaties
De telefoon beschikte over volgende specificaties:
- Scherm: 6,1 cm (2,4 inch)
- Camera: 3,2 megapixels
- Geheugen: 256 MB ROM, 256 MB RAM, microSD-slot
- Netwerk: GSM 900/1800/1900 MHz, GPRS, EDGE, HSDPA, gps, aGPS
- Connectiviteit: bluetooth, wifi en HTC ExtUSB
- Batterij: 1000 mAh
- Grootte: 116,3 x 43,4 x 16,3 mm
- Gewicht: 140 gram
- Processor: Qualcomm MSM7225 (528 MHz)
- Besturingssysteem: Windows Mobile 6.1 Standard